# Aristolochia tagala
Aristolochia tagala Cham. – gatunek rośliny z rodziny kokornakowatych (Aristolochiaceae Juss.). Występuje naturalnie w południowej części Chin, w Indiach, Nepalu, Bhutanie, Bangladeszu, Mjanmie, Tajlandii, Kambodży, Wietnamie, Malezji, Indonezji, na Filipinach oraz w Japonii.

## Morfologia
PokrójBylina pnąca i płożąca o nagich pędach.
LiścieMają owalnie sercowaty lub podłużnie owalny kształt. Mają 8–12 cm długości oraz 4–14 cm szerokości. Nasada liścia ma sercowaty kształt. Z ostrym lub spiczastym wierzchołkiem. Ogonek liściowy jest nagi i ma długość 2,5–4 cm.
KwiatyZygomorficzne. Zebrane są po 2–3 w gronach. Mają żółtozielonkawą barwę. Dorastają do 5–10 mm długości i 2–3 mm średnicy. Mają kształt wyprostowanej lub lekko wygiętej tubki. Wewnątrz mają ciemnopurpurową barwę. Łagiewka jest kulista u podstawy. Podsadki mają owalnie lancetowaty kształt.
OwoceTorebki o jajowato kulistym lub jajowato cylindrycznym kształcie. Mają 3,5–5,5 cm długości i 2–3,5 cm szerokości. Pękają przy wierzchołku.

## Biologia i ekologia
Rośnie w lasach. Występuje na wysokości do 2000 m n.p.m. Kwitnie od maja do sierpnia, natomiast owoce pojawiają się od października do grudnia.